# Overforbrug
Overforbrug beskriver en situation, hvor en forbruger benytter tilgængelige varer eller services i et omfang, hvor de enten ikke kan eller vil benytte eller genbruge dem. I mikroøkonomi kan dette beskrives som det punkt, hvor en forbrugerens marginalomkostning er større end deres marginal nytte. Begrebet overforbrug er ret kontroversielt i brug og har ikke nødvendigvis en enkelt samlende definition.
Når overforbrug henviser til brug af naturressourcer til det punkt, hvor miljøet bliver negativt påvirket, er det synonymt med udtrykket overudnyttelse. Når det bruges i bredere økonomisk forstand, kan overforbrug dog referere til alle typer varer og tjenesteydelser, herunder menneskeskabte, f.eks. "overforbruget af alkohol kan føre til alkoholforgiftning". Overforbrug er drevet af flere faktorer i den nuværende globale økonomi, herunder kræfter som forbrugerisme, planlagt forældelse, økonomisk materialisme og andre uholdbare forretningsmodeller og kan sammenlignes med bæredygtigt forbrug.
Når begrebet bruger i forbindelse med miljøet, bliver det ofte brugt parallelt med befolkningens størrelse og vækst, samt menneskets udvikling: flere mennesker der kræver højere livskvalitet, kræver større udvinding af ressourcer, hvilket kan skabe miljønedbrydning som klimaændringer og tab af biodiversitet.
Overforbrug har igangsat modbevægelser som antiforbrugerisme, friganisme, grøn økonomi, økologisk økonomi, afvækst, sparsomhed , simple living og enkel livsstil.